# Вовк тибетський
Вовк тибетський (Canis lupus chanco) — хижий ссавець з родини псові (Canidae), підвид «звичайного» вовка (Canis lupus). Тибетський вовк має середні розміри і довге ясно забарвлене хутро.
Ареал тибетського вовка знаходиться на території Центрального Китаю, південно-східної Росії, Монголії, Манчжурії, Тибету і гімалайських районів Індії, Пакистану, Непалу і Бутана. Тибетський вовк мешкає в холодних пустелях або горах. У деяких областях були відмічені міграції великими зграями.
Зоопарк міста Дарджилінг— єдине місце, де вдалося отримати потомство тибетського вовка в неволі.

## Галерея

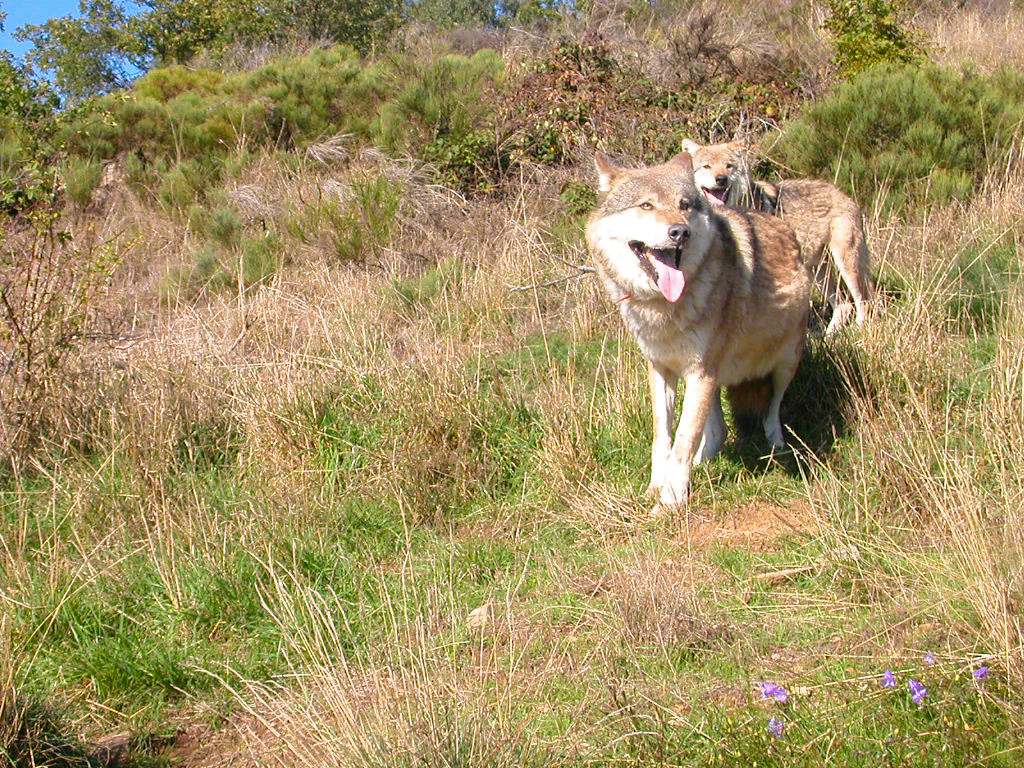
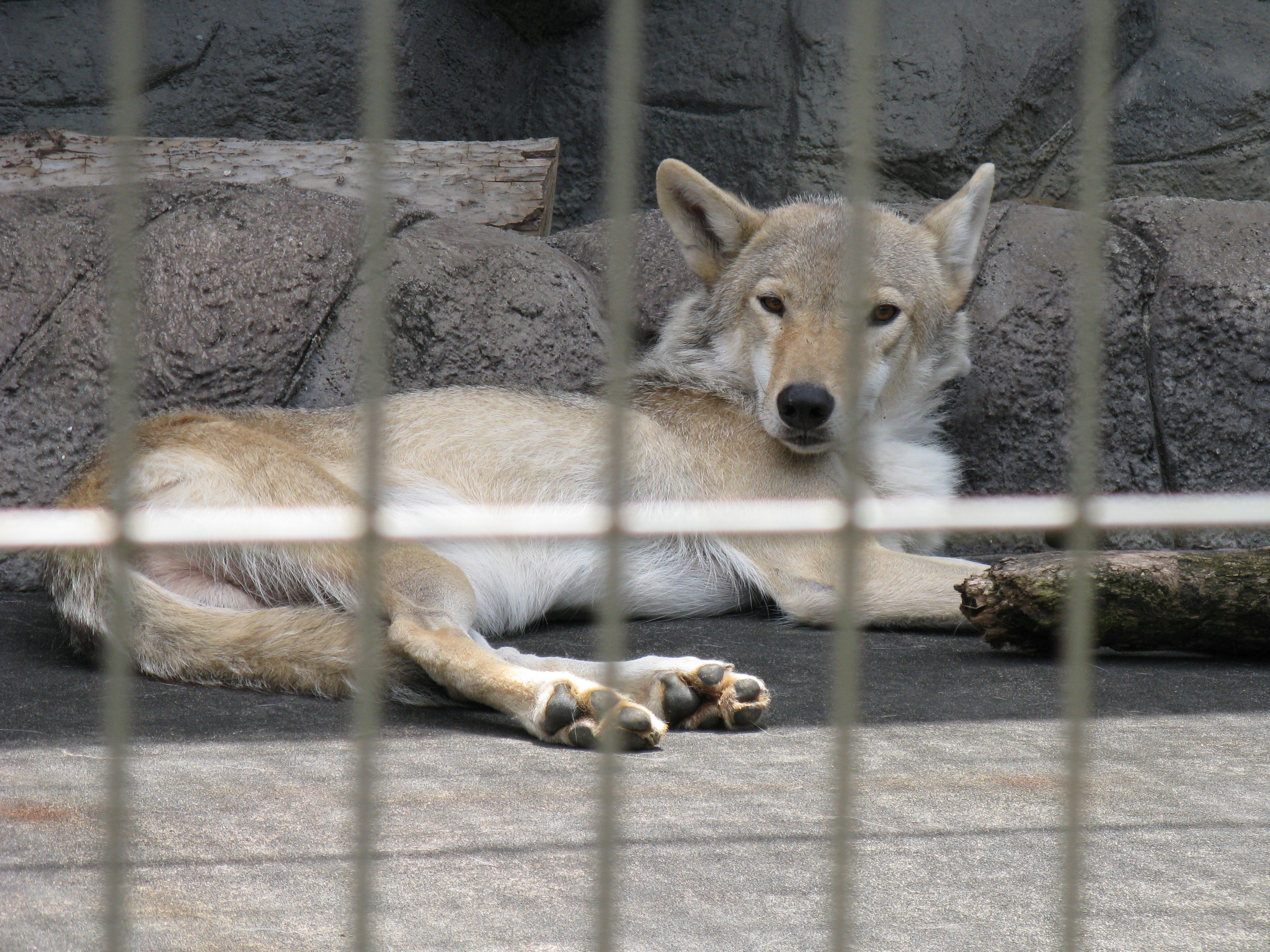
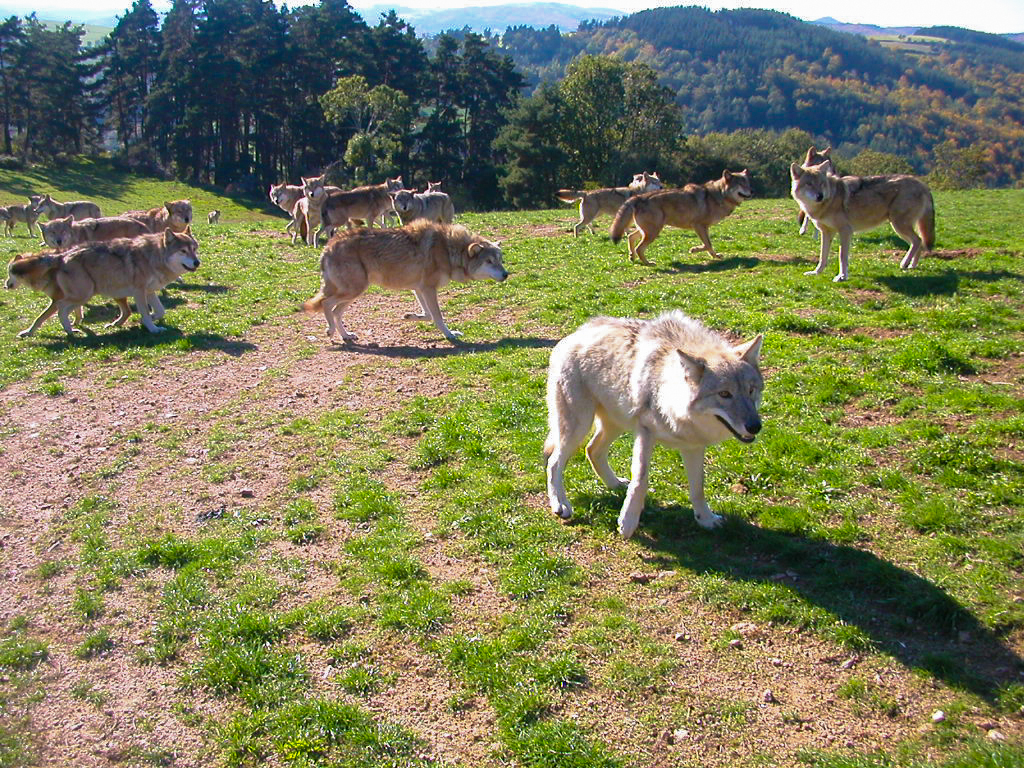
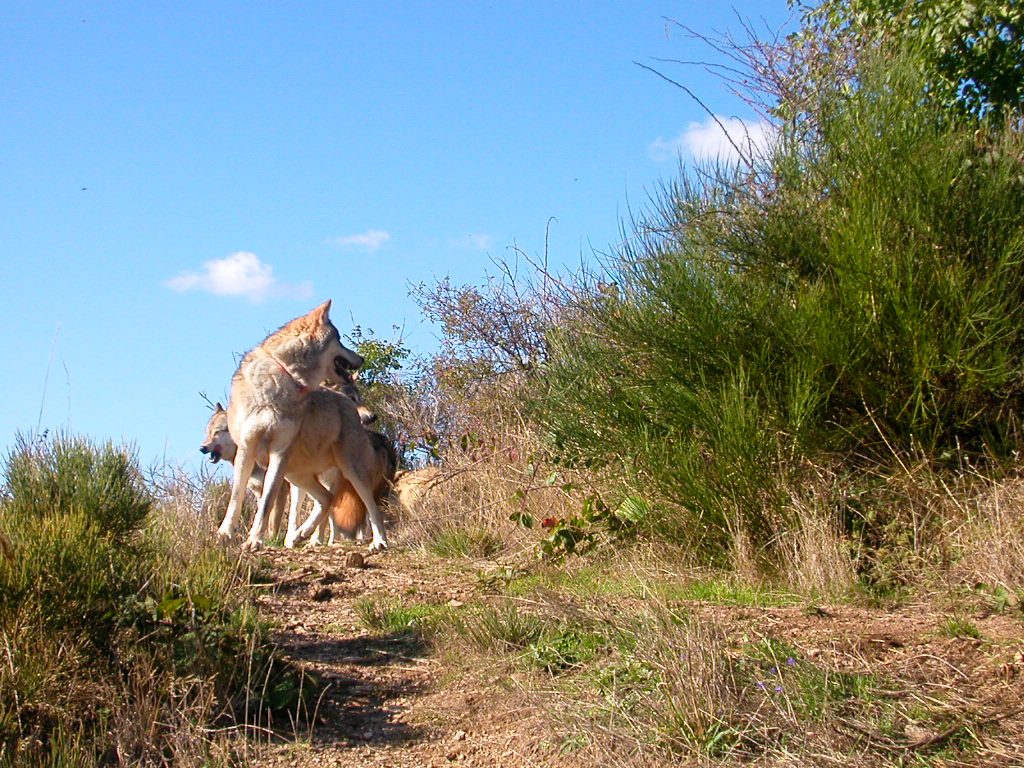